# Лавровский, Владимир Михайлович
Влади́мир Миха́йлович Лавро́вский (4 июля 1891, Псков — 25 января 1971, Москва) — советский историк-медиевист, специалист по аграрной и социально-экономической истории Англии позднего Средневековья и Нового времени; доктор исторических наук (1938), профессор.

## Биография
Родился в семье преподавателя псковской духовной семинарии. Окончив Псковскую губернскую гимназию в 1910 году, поступил на историко-филологический факультет Московского университета. В мае 1915 года по окончании обучения был оставлен при университете для подготовки к профессорскому званию. В 1919 году, сдав магистерские экзамены допущен к преподаванию в университете на факультете общественных наук, где читал лекции по экономической и аграрной истории Англии.
В 1922—1925 годах Лавровский работал в Институте социальной истории при МГУ, в 1924—1929 годах — в Институте истории РАНИОН, в Фундаментальной библиотеке общественных наук (1930—1934). В 1925—1926 годах в лондонских архивах собирал материал для написания докторской диссертации.
Преподавал в МГУ (1919—1925, 1937—1941, 1943—1960), в Нижегородском педагогическом институте (1928—1930), в Московском финансово-экономическом институте (1930—1932), в Московском институте философии, литературы и истории (1933—1937). В 1937 году Лавровский защитил докторскую диссертацию на тему «Парламентские огораживания в Англии XVIII — начале XIX веков». Решением ВАК от 23 мая 1938 года ему присвоено учёное звание доктора исторических наук.
В годы ВОВ был эвакуирован в Фергану, где читал лекции и вёл семинарские занятия в Ферганском педагогическом институте, Институте востоковедения и в Высшей дипломатической школе. Вернувшись в Москву, Лавровский продолжил преподавание на историческом факультете Московского университета (до 1960 года), работал старшим научным сотрудником в Институте истории АН СССР (1955—1963). В 1950-х — 1960-х годах преподавал в Ярославском педагогическом институте.
Лавровский неоднократно выступал с докладами на международных научных конференциях: в 1958 году на конференции советских и английских историков в Лондоне (Великобритания), в 1960 году на XI конгрессе исторических наук в Стокгольме (Швеция) и др.

## Труды
Лавровский написал более 50 научных работ, посвящённых преимущественно проблемам аграрной истории Англии, среди которых:
- 1935 — «Основные проблемы аграрной истории Англии конца XVIII и начала XIX веков»,
- 1958 — «Английская революция XVII в.» (совместно с Баргом М. А.),
- 1958 — «Проблемы исследования земельной собственности в Англии XVII—XVIII веков»,
- 1966 — «Исследования по аграрной истории Англии XVII—XIX веков».